# Zootaxonomia
Zootaxionomia ou Zootaxia é o ramo da Taxonomia que se dedica à classificação científica metódica dos animais, uma actividade científica que tem as suas raízes no trabalho de Aristóteles. A atribuição de nomes científicos a organismos é regulada pelo Código Internacional de Nomenclatura Zoológica (ICZN).